# Grand Prix automobile d'Allemagne 2001
GP précédent GP suivant
Le Grand Prix automobile d'Allemagne 2001 (Grosser Mobil 1 Preis von Deutschland 2001), disputé sur le circuit d'Hockenheim le 29 juillet 2001, est la 675e épreuve du championnat du monde de Formule 1 courue depuis 1950 et la douzième manche du championnat 2001.

## Classement
| Pos. | No | Pilote               | Écurie           | Tours | Temps/Abandon                      | Grille | Points |
| ---- | -- | -------------------- | ---------------- | ----- | ---------------------------------- | ------ | ------ |
| 1    | 5  | Ralf Schumacher      | Williams-BMW     | 45    | 1 h 18 min 17 s 873 (235,351 km/h) | 2      | 10     |
| 2    | 2  | Rubens Barrichello   | Ferrari          | 45    | + 46 s 117                         | 6      | 6      |
| 3    | 10 | Jacques Villeneuve   | BAR-Honda        | 45    | + 1 min 02 s 806                   | 12     | 4      |
| 4    | 7  | Giancarlo Fisichella | Benetton-Renault | 45    | + 1 min 03 s 477                   | 17     | 3      |
| 5    | 8  | Jenson Button        | Benetton-Renault | 45    | + 1 min 05 s 454                   | 18     | 2      |
| 6    | 22 | Jean Alesi           | Prost-Acer       | 45    | + 1 min 05 s 950                   | 14     | 1      |
| 7    | 9  | Olivier Panis        | BAR-Honda        | 45    | + 1 min 17 s 527                   | 13     |        |
| 8    | 15 | Enrique Bernoldi     | Arrows-Asiatech  | 44    | + 1 tour                           | 19     |        |
| 9    | 14 | Jos Verstappen       | Arrows-Asiatech  | 44    | + 1 tour                           | 20     |        |
| 10   | 21 | Fernando Alonso      | Minardi-European | 44    | + 1 tour                           | 21     |        |
| Abd. | 12 | Jarno Trulli         | Jordan-Honda     | 34    | Panne hydraulique                  | 10     |        |
| Abd. | 4  | David Coulthard      | McLaren-Mercedes | 27    | Moteur                             | 5      |        |
| Abd. | 20 | Tarso Marques        | Minardi-European | 26    | Boîte de vitesses                  | 22     |        |
| Abd. | 6  | Juan Pablo Montoya   | Williams-BMW     | 24    | Moteur                             | 1      |        |
| Abd. | 1  | Michael Schumacher   | Ferrari          | 23    | Pression d'essence                 | 4      |        |
| Abd. | 23 | Luciano Burti        | Prost-Acer       | 23    | Accident                           | 16     |        |
| Abd. | 17 | Kimi Räikkönen       | Sauber-Petronas  | 16    | Transmission                       | 8      |        |
| Abd. | 18 | Eddie Irvine         | Jaguar-Ford      | 16    | Pression d'essence                 | 11     |        |
| Abd. | 3  | Mika Häkkinen        | McLaren-Mercedes | 13    | Moteur                             | 3      |        |
| Abd. | 11 | Ricardo Zonta        | Jordan-Honda     | 7     | Accident                           | 15     |        |
| Abd. | 16 | Nick Heidfeld        | Sauber-Petronas  | 0     | Collision                          | 7      |        |
| Abd. | 19 | Pedro de la Rosa     | Jaguar-Ford      | 0     | Collision                          | 9      |        |

## Pole position et record du tour
- Pole position : Juan Pablo Montoya en 1 min 38 s 117 (vitesse moyenne : 250,415 km/h).
- Meilleur tour en course : Juan Pablo Montoya en 1 min 41 s 808 au 20e tour (vitesse moyenne : 241,337 km/h).

## Tours en tête
- Juan Pablo Montoya : 22 (1-22)
- Ralf Schumacher : 23 (23-45)

## Statistiques
- 3e victoire pour Ralf Schumacher.
- 106e victoire pour Williams en tant que constructeur.
- 12e victoire pour BMW en tant que motoriste.
- Dernier point pour Prost Grand Prix.
- La course a été arrêtée après le premier tour après une collision entre Michael Schumacher et Luciano Burti.